# Oleguer de Barcelona
Oleguer (Barcelona, 1060 ? - 6 de març de 1137) fou bisbe de Barcelona i arquebisbe de Tarragona. És venerat com a sant per l'Església catòlica.

## Vida
Fill de noble família va néixer a Barcelona amb el nom Oleguer Bonestruga. El seu pare era secretari del comte de Barcelona Ramon Berenguer I. La seva mare, Guilia, descendia de la noblesa goda. Educat a l'escola de la catedral, en va ésser prevere i canonge regular del capítol de la Catedral de Barcelona. Fou prepòsit de les canòniques de Barcelona i de Sant Adrià de Besòs, i de la important canònica de Sant Ruf d'Avinyó, on va ésser el prior. En tornar d'Avinyó, va fundar la col·legiata de Santa Maria de Terrassa.
Sota Ramon Berenguer III, és nomenat bisbe de Barcelona el 1116, essent consagrat pel cardenal legat Bosó a la Catedral de Magalona (Occitània), sota el papa Pasqual II. El 1117 va anar a Roma i va prestar obediència al papa Gelasi II. Amb la conquesta de Tarragona, va ser investit arquebisbe de Tarragona el 21 de març de 1118, sense perdre per això la mitra barcelonina, i a partir d'aleshores va actuar com a metropolità amb plens drets, rebent a més, com a administrador eclesiàstic, els territoris de l'encara no restaurada diòcesi de Tortosa.
Fou una personalitat cabdal del moment, amb gran influència en la política, bon conseller i col·laborador de Ramon Berenguer III i Ramon Berenguer IV, als qui va aconsellar en els respectius enllaços matrimonials amb Dolça de Provença i Peronella d'Aragó. Va participar activament en la renovació que l'Església de Roma realitzà en aquest temps, per tal de tenir més independència del poder civil. Va tenir conflictes amb el comte de Tarragona Robert d'Aguiló. Li ha estat atribuït un paper preponderant el desembre de 1134 quan, juntament amb altres personatges civils i eclesiàstics, anà a Saragossa per posar pau entre el rei Ramir II d'Aragó i Alfons VII de Castella.
En la vida eclesiàstica, va afavorir activament la reforma gregoriana, gràcies a la qual l'Església llatina es volia deslliurar del poder dels senyors feudals i de la simonia. Va assistir als concilis de Tolosa, Reims, i al Laterà I, novè dels ecumènics. Enviat pel papa Innocenci II al concili de Clarmont d'Alvèrnia, va coincidir allí amb sant Bernat de Claravall. L'eloqüència dels seus arguments va aconseguir l'excomunió de l'antipapa Anaclet. Se'l considera un dels bisbes més eminents de l'edat mitjana, amb una gran influència sobre tota L'Església llatina.

## Veneració

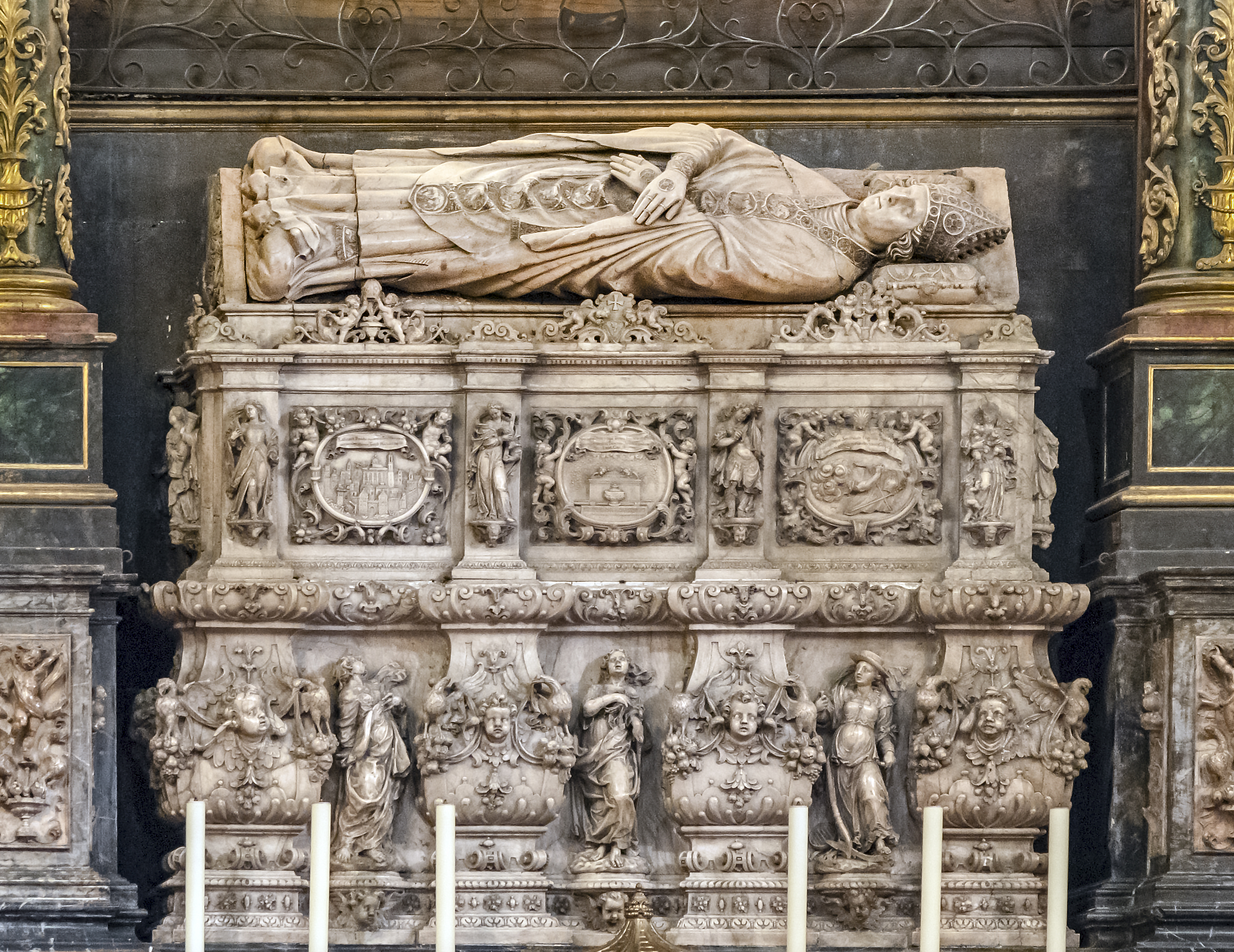
Sepulcre del sant a la Catedral de Barcelona

Venerat a Barcelona des de la seva mort, per haver estat una persona pietosa i de vida modèlica, fortament arrelat al poble i als estaments eclesiàstics. Va ser canonitzat oficialment el 1675. Arran d'això, es decidí de dedicar l'antiga sala capitular a capella del sant, traslladant-s'hi el seu sepulcre. Sota l'escultura jacent gòtica, feta per Pere Sanglada el 1406, i reubicada sobre el sagrari de la capella, es construí un nou sepulcre barroc, amb un cambril intern, esculpit per Francesc Grau i Domènec Rovira II. L'entrada i escales del cambril estan decorades amb pintures barroques. La seva despulla reposa a la capella del Crist de Lepant, a la catedral de Barcelona.
Cada 6 de març pot visitar-se el cambril, on es veu l'urna de vidre que conté el cos incorrupte revestit amb robes de bisbe.

## Iconografia
Obresː
- Sostre de la sala capitular de la catedral de Barcelona, obra de Pau Priu (1705)
- Esgrafiat a l'exterior del palau episcopal de Barcelona (plaça de Garriga i Bachs)